# Love, Simon
Love, Simon is een Amerikaanse romantische filmkomedie uit 2018, geregisseerd door Greg Berlanti, geschreven door Isaac Aptaker en Elizabeth Berger en gebaseerd op de roman Simon vs. de verwachtingen van de rest van de wereld (Engels: Simon vs. the Homo Sapiens Agenda) van Becky Albertalli. De film volgt Simon Spier, een homoseksuele, nog niet uit de kast gekomen tiener die gedwongen wordt om een balans te vinden tussen zijn vrienden, zijn familie en de afperser die dreigt hem te onthullen voor zijn hele school, terwijl hij tegelijkertijd probeert de identiteit te ontdekken van de anonieme klasgenoot waar hij verliefd op is geworden via het internet. In 2020 ging de televisieserie Love, Victor in première. Deze serie speelt zich in dezelfde omgeving af als de film Love, Simon. In de serie is Nick Robinson (de acteur die Simon speelt) de verteller.

## Verhaal
Simon Spier is een homoseksuele tiener die naar de middelbare school gaat in een buitenwijk van Atlanta, Georgia. Hij heeft een hecht en liefdevol gezin; zijn ouders Emily en Jack, en zus Nora, evenals drie beste vrienden: Nick en Leah, die hij het grootste deel van zijn leven heeft gekend, en nieuwkomer Abby. Op een dag informeert Leah Simon over een online bekentenis van een nog niet uit de kast gekomen leerling op hun middelbare school, alleen bekend onder het pseudoniem "Blue". Simon begint een e-mailrelatie met hem onder zijn eigen pseudoniem, "Jacques". Ze vertrouwen elkaar zeer persoonlijke details toe, maar niet hun identiteit. Hun e-mails worden echter ontdekt door een andere leerling, Martin, die er screenshots van maakt. Martin, die verliefd is op Simons vriendin Abby, chanteert Simon; hij eist dat Simon hem helpt bij het aangaan van een relatie met Abby, anders onthult hij de screenshots aan de hele school. Uiteindelijk zwicht Simon, uit angst om ontmaskerd te worden, en helpt Martin.
Simon begint te vermoeden dat een van zijn klasgenoten, Bram, Blue is. Op een halloweenfeest probeert hij contact te maken met Bram, maar ziet Bram een meisje zoenen. Simon wordt dronken op het feest en Leah brengt hem naar huis en blijft bij hem slapen. Ze spreekt vaag over het gevoel dat ze is gedoemd om één persoon heel intens lief te hebben, en Simon denkt dat ze verwijst naar hun vriend, Nick.
Later ontmoet Simon Abby en Martin bij een plaatselijke diner nadat Simon ze overtuigt om samen de tekst van de schoolmusical te oefenen. Terwijl ze daar zijn, richt Simon zich op hun ober, een klasgenoot genaamd Lyle, en gelooft dat Lyle Blue is. Martin en Abby beginnen elkaar steeds leuker te vinden. Later op de avond komt Simon naar Abby en moedigt, haar onder druk van de chantage, aan met Martin verder te gaan. Bij een schoolvoetbalwedstrijd loopt hij Lyle tegen het lijf en probeert hem uit te vragen. Voordat hij de kans krijgt, ontdekt Simon dat Lyle een romantische interesse in Abby heeft.
Een boze Simon vertelt een pestende Martin het "groot te maken of naar huis te gaan" met Abby. Tijdens het volkslied bij de voetbalwedstrijd grijpt Martin, gekleed als de schoolmascotte, de microfoon en verklaart zijn gevoelens voor Abby tegenover het hele stadion, maar ze zegt dat ze niet hetzelfde voelt. Een vernederde Martin wordt het onderwerp van intense spot.
Op kerstavond publiceert Martin impulsief de screenshots van de e-mails van Blue en Simon op de roddelsite van school. Simons jongere zusje Nora rapporteert het misbruik, en de e-mails worden van de site gehaald, maar de meeste leerlingen hebben ze dan al gezien. Nora probeert haar broer te troosten, maar Simon sluit haar uit en beantwoordt de gekke teksten van zijn vrienden niet. Op kerstochtend komt Simon voor zijn ouders uit de kast, tot hun grote verbazing, maar ze accepteren hem. Later vertelt Blue Simon dat ze elkaar niet meer moeten spreken en hij verwijdert zijn account.
Na Kerstmis ontdekken Nick en Abby dat Simon Abby manipuleerde om te proberen haar met Martin te laten daten, en confronteren hem met de leugens die hij heeft verteld. Leah bekent dat ze verliefd was op Simon en niet op Nick, en is boos dat hij eerst voor Abby uit de kast kwam.
Op school probeert Simon de identiteit van Blue tevergeefs te achterhalen. In de schoolkantine worden Simon en een andere openlijk homoseksuele leerling, Ethan, publiekelijk vernederd. Ethan en Simon krijgen een band met elkaar door de moeilijkheden die ze hebben ondervonden. Na school probeert Martin zich te verontschuldigen tegen Simon, die de poging boos afkeurt.
Nadat zijn ouders hem hebben getroost verontschuldigt Simon zich bij Leah en vertelt haar dat hij verliefd is op Blue. Leah helpt hem het goed te maken met Nick en Abby, die nu een stel zijn. Simon plaatst vervolgens een bekentenis op zoek naar Blue en vraagt hem zich bekend te maken. Terwijl hij op de schoolkermis op Blue wacht, neemt hij heel veel ritjes in het reuzenrad totdat hij geen tickets meer heeft. Dan komt Martin naar voren en koopt, om het goed te maken, nog één ticket voor Simon. Het blijkt dat Bram Blue is; de kus die Simon zag met het meisje was een dronken vergissing. Simon en Bram nemen samen een ritje in het reuzenrad en zoenen.
Simons leven keert geleidelijk weer terug naarmate hij opnieuw contact maakt met zijn familie en vrienden en een relatie met Bram begint.

## Rolverdeling
| Acteur              | Personage                                                       |
| ------------------- | --------------------------------------------------------------- |
| Nick Robinson       | Simon Spier                                                     |
| Bryson Pitts        | 10-jarige Simon Spier                                           |
| Nye Reynolds        | 5-jarige Simon Spier                                            |
| Josh Duhamel        | Jack Spier, Simons vader                                        |
| Jennifer Garner     | Emily Spier, Simons moeder                                      |
| Katherine Langford  | Leah Burke, een van Simons beste vrienden                       |
| Alexandra Shipp     | Abby Suso, een van Simons beste vrienden                        |
| Jorge Lendeborg Jr. | Nick Eisner, een van Simons beste vrienden                      |
| Keiynan Lonsdale    | Abraham "Bram" Greenfield, een van Simons klasgenoten           |
| Miles Heizer        | Cal Price, een van Simons vrienden en klasgenoten               |
| Logan Miller        | Martin, een van Simons klasgenoten                              |
| Talitha Bateman     | Nora Spier, Simons zusje                                        |
| Skye Mowbray        | 6-jarige Nora Spier                                             |
| Tony Hale           | Meneer Worth, de onderdirecteur van de school waar Simon op zit |
| Natasha Rothwell    | Mevrouw Albright, Simons drama-docent                           |
| Drew Starkey        | Garrett Laughlin, een van Simons klasgenoten                    |
| Clark Moore         | Ethan, een van Simons klasgenoten, openlijk gay                 |
| Joey Pollari        | Lyle, een flirterige ober van een restaurant                    |
| Mackenzie Lintz     | Taylor, een van Simons klasgenoten                              |

## Soundtrack
De soundtrack van de film omvat onder andere muziek van Bleachers, Troye Sivan, Amy Shark, Brenton Wood, The 1975, Normani en Khalid. Het eerste nummer dat werd uitgebracht van de soundtrack was "Alfie's Song (Not So Typical Love Song)" van Bleachers.

## Release en ontvangst
Love, Simon ging op 27 februari 2018 in première op het Mardi Gras Film Festival in Sydney, en kwam op 16 maart 2018 in de bioscopen in de Verenigde Staten. Critici prezen de film vanwege zijn "grote hart, diverse en getalenteerde cast en revolutionaire normaliteit", omschreven het als een "instant klassieker" die "zachtaardig, zoet(lief) en aandoenlijk" is en een "enorm charmante publiekstrekker" die "grappig, warmhartig en levensbevestigend" is, velen vergelijken het met de romantische comedy-drama films van John Hughes. Het is de eerste grote studiofilm die zich concentreert op een homoseksuele tienersromance. De film kreeg positieve kritieken van de filmcritici met een score van 92% op Rotten Tomatoes, gebaseerd op 159 beoordelingen.

### Opbrengst
Love, Simon hield vroege voorbeeldvertoningen op 9 maart, een week voor de officiële release en verdiende $ 800.000 uit 927 theaters. In de Verenigde Staten en Canada werd de film tegelijkertijd met Tomb Raider en I Can Only Imagine uitgebracht, en er werd verwacht dat hij circa $ 10 à 12 miljoen zou opbrengen in 2401 bioscopen tijdens het openingsweekend. De film verdiende $ 4,6 miljoen op de eerste dag (inclusief $850.000 op de donderdagvoorstellingen in 2125 bioscopen). De film had uiteindelijk een debuutopbrengst van $11,8 miljoen en eindigde als vijfde aan de kassa; 58% van het publiek in het openingsweekend was vrouw en 59% was jonger dan 25. In het tweede weekend zakte de film met 33% naar $ 7,8 miljoen en eindigde als zevende.